# Lavault-Sainte-Anne
Lavault-Sainte-Anne ist ein zentralfranzösischer Ort und eine Gemeinde im Département Allier in der Region Auvergne-Rhône-Alpes. Die Gemeinde mit 1.138 Einwohnern (Stand: 1. Januar 2022) gehört zum Arrondissement Montluçon und zum Kanton Montluçon-4. Die Einwohner werden Lavaultais genannt.

## Geographie
Lavault-Sainte-Anne liegt etwa zwei Kilometer südlich vom Stadtzentrum von Montluçon am Cher.

### Nachbargemeinden
Umgeben ist Lavault-Sainte-Anne von den Nachbargemeinden Montluçon im Norden, Néris-les-Bains im Osten und Südosten, Villebret im Süden, Lignerolles im Süden und Südwesten sowie Prémilhat im Westen.

## Bevölkerungsentwicklung
| Jahr      | 1962 | 1968 | 1975 | 1982 | 1990 | 1999 | 2006 | 2018 |
| Einwohner | 532  | 570  | 1000 | 1111 | 1131 | 1158 | 1194 | 1159 |

## Sehenswürdigkeiten
Siehe auch: Liste der Monuments historiques in Lavault-Sainte-Anne
- Kirche Sainte-Anne aus dem 12. Jahrhundert, Monument historique
- Kapelle La Charité aus dem 19. Jahrhundert
- Psychiatrische Anstalt La Charité aus dem 19. Jahrhundert
- Schloss Bisseret
- Mühle Bréchaille

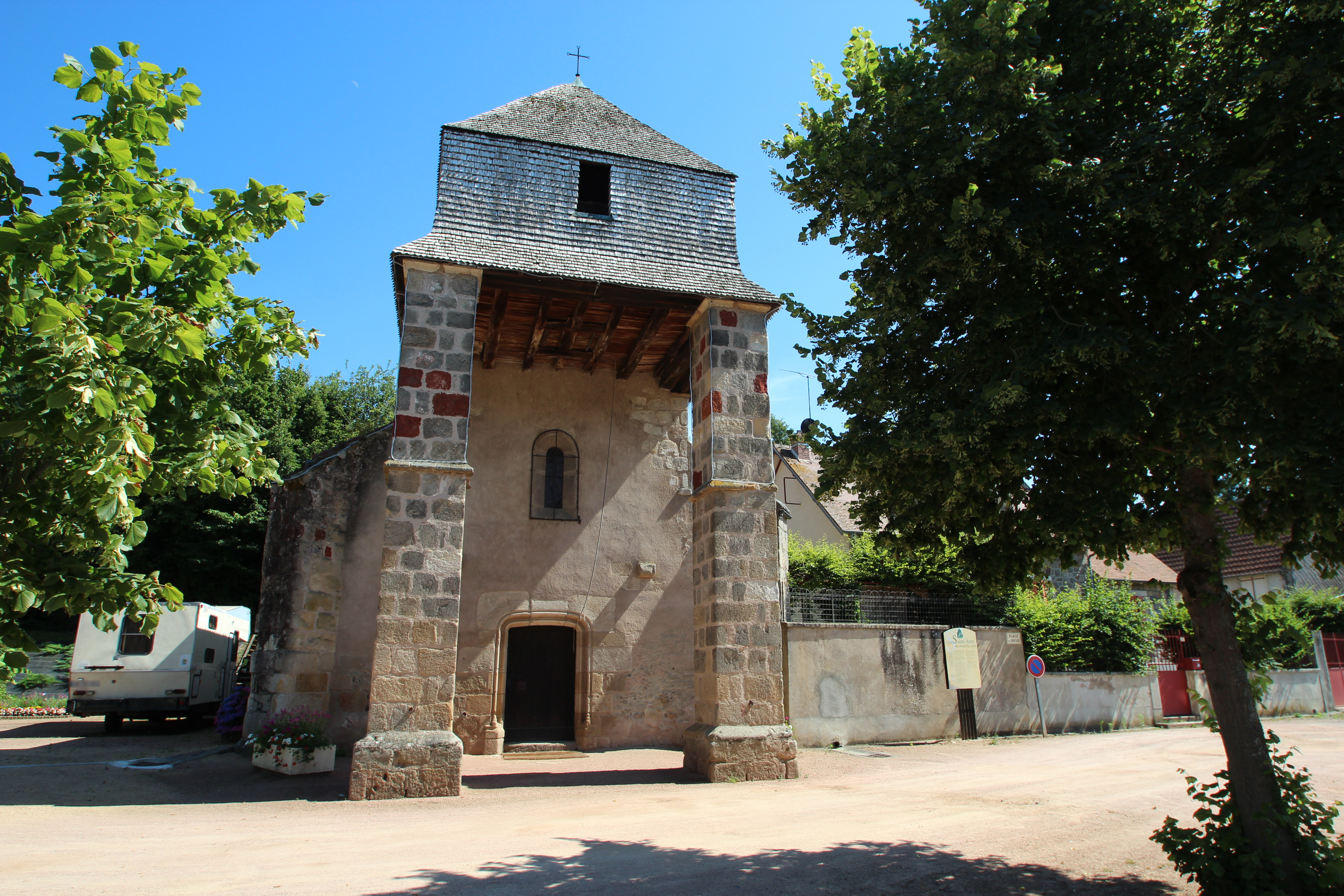
Kirche Sainte-Anne
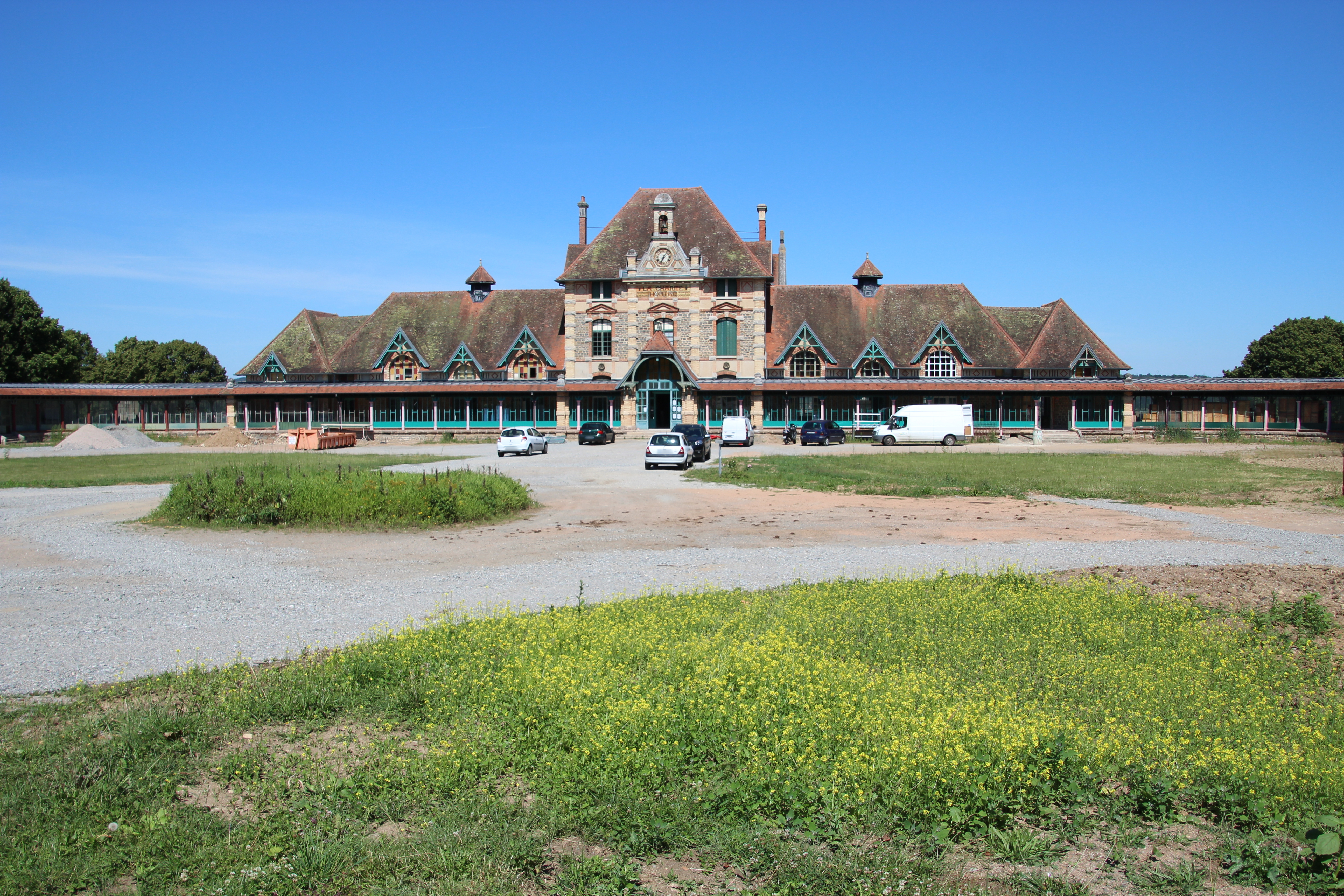
Psychiatrische Klinik La Charité
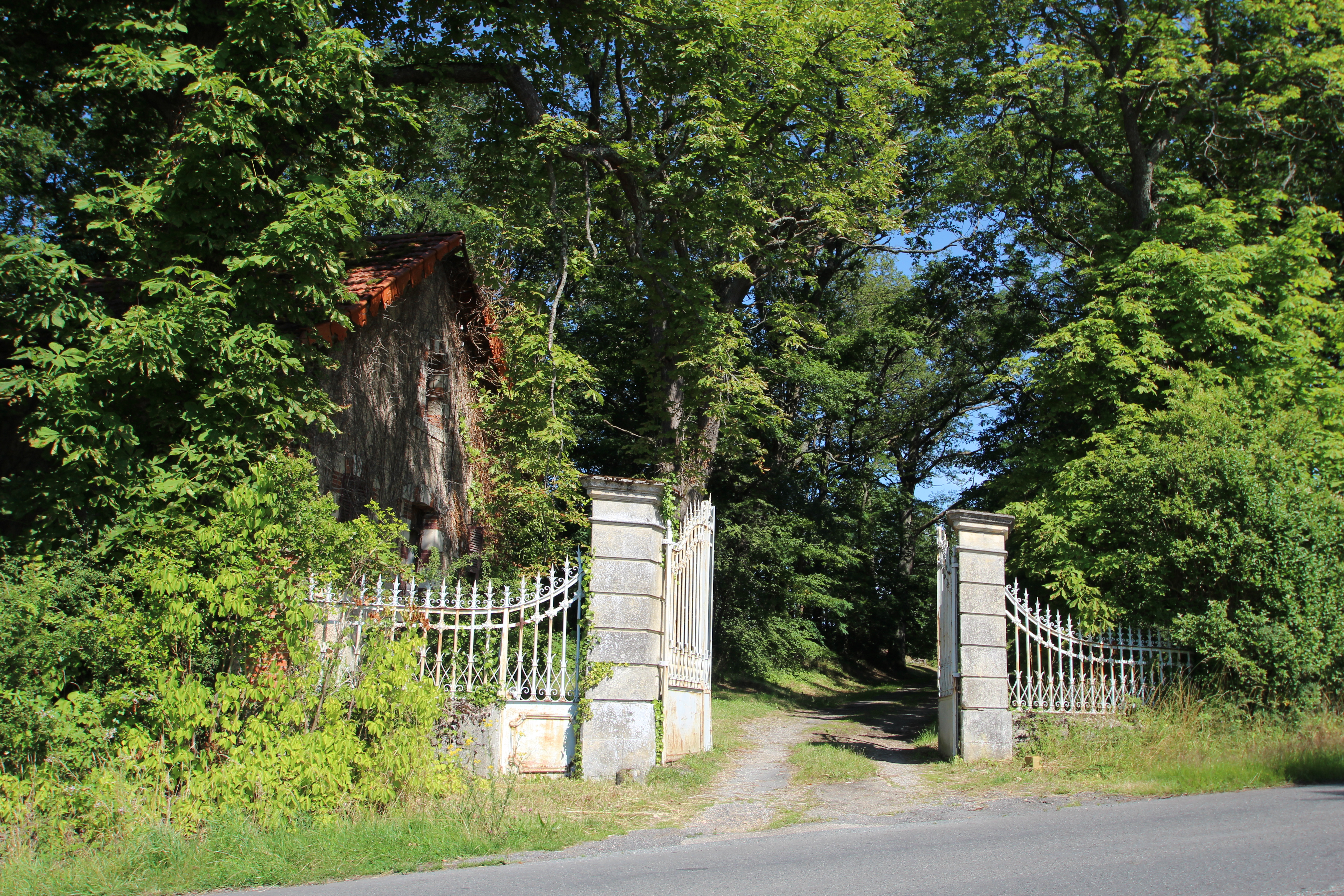
Tor zum Schloss Bisseret